# Indústria de processo
Indústrias de Processos são indústrias que, através de processos físicos e químicos, transformam matérias-primas de baixo valor agregado em produtos com um valor agregado maior, como bens de consumo e produtos intermediários.
São usualmente dividida em setores, entre os quais destacam-se:
- Óleo & Gás;
- Químico & Petroquímico;
- Bebidas & Alimentos;
- Biocombustíveis;
- Metais & Mineração;
- Papel & Celulose; e
- Fármacos.